# Les Héros de l'Ouest
Pour plus de détails, voir Fiche technique et Distribution.
Les Héros de l'Ouest (Gli eroi del West) est un western parodique hispano-italien réalisé par Steno et sorti en 1964.

## Synopsis
Mike et Colorado, deux bandits maladroits, s'en sortent en attaquant des diligences. Lorsqu'ils se font prendre, le maire de la petite ville les sauve de la pendaison. Il leur fait gagner la confiance d'une famille en tant que soi-disant héritiers d'une mine d'or, afin d'entrer lui-même en possession du précieux terrain. Mike et Colorado aident cependant leur prétendue famille à faire face au shérif, à d'autres gangsters, à des attaques d'Indiens et à des tentatives de meurtre.

## Fiche technique
- Titre français : Les Héros de l'Ouest[1]
- Titre original italien : Gli eroi del West[2]
- Titre espagnol : Los héroes del Oeste[3]
- Réalisation : Steno
- Scénario : Sandro Continenza, Mario Guerra, José Mallorquí, Vittorio Vighi (it), Giulio Scarnicci (it), Renzo Tarabusi (it)
- Photographie : Tino Santoni (it)
- Montage : Giuliana Attenni (it)
- Musique : Gianni Ferrio
- Décors : Franco Lolli
- Production : Emo Bistolfi, Arturo Marcos
- Société de production : Cineproduzione Emo Bistolf, Fenix Cooperativa Cinematografica
- Pays de production : Italie - Espagne
- Langue originale : italien
- Format : couleurs par Eastmancolor - 35 mm - Son mono
- Genre : western parodique
- Durée : 95 minutes
- Dates de sortie : 
  - Italie : 6 janvier 1964
  - Espagne : 10 mai 1965
  - France : 23 juillet 1965

## Distribution
- Walter Chiari : Mike
- Raimondo Vianello : Colorado
- Bruno Scipioni :
- Mary Anderson : Barbara
- Tomás Blanco : Le maire
- Beny Deus : Bill
- Miguel Del Castillo : Jessie
- Aurora Julia : Sherry
- Mercedes Lobato :
- Antonio Peral : Le bourreau
- Silvia Solar : Margaret